# Мэттьюз, Реми
Реми Люк Мэттьюз (англ. Remi Luke Matthews; род. 10 февраля 1994, Горлстон-он-Си, Норфолк) — английский футболист, вратарь клуба «Кристал Пэлас».

## Клубная карьера

### «Норвич Сити»
Родившийся в Горлстоне, Мэттьюз начал свою карьеру в академии клуба «Норвич Сити». После травмы Криса Уила, 27 ноября 2014 года Мэттьюз был отдан на месячную аренду в «Бертон Альбион». Два дня спустя он впервые в своей карьере был включен в состав на игровой день, оставшись на скамейке запасных в проигранном против «Шрусбери Таун» (0:1). Это повторилось ещё четыре раза за его период, после чего он ушел, не появившись на поле.
6 июля 2015 года Мэттьюз вернулся в «Бертон» на правах аренды до января следующего года. Неделю спустя он подписал новый двухлетний контракт в своём родном клубе. Он дебютировал на профессиональном уровне 8 августа, одержав победу со счетом 2:1 над «Сканторп Юнайтед» на стадионе «Пирелли» в первом матче «Бертона» в Лиге 1. Они завершили сезон вторым подряд повышением в классе.
После шести игр во всех соревнованиях Мэттьюз вернулся в «Норвич». 24 марта 2016 года он вернулся в Лигу 1, присоединившись к «Донкастер Роверс» на правах аренды на оставшуюся часть сезона. Он дебютировал на следующий день в проигранном матче против «Колчестер Юнайтед» (1:4), и в общей сложности провёл девять игр за команду, которая завершила сезон вылетом из лиги.
16 июля 2016 года Мэттьюз присоединился к шотландскому клубу «Гамильтон Академикал» из Премьершипа на правах аренды сроком на один сезон, подписав новый двухлетний контракт с возможностью еще одного года в «Норвиче». В тот же день он дебютировал, уступив со счётом 1:2 «Эр Юнайтед» в Кубке шотландской лиги.
20 октября 2017 года Мэттьюз был подписан клубом «Плимут Аргайл» из Лиги 1 на условиях экстренной аренды, поскольку все три профессиональных вратаря (Люк МакКормик, Роберт те Локе и Кайл Летерен) были травмированы. Он дебютировал на следующий день в выездной победе со счетом 1:0 над «Уимблдоном». Мэтьюз вернулся в «Норвич» 27 ноября после получения травмы в матче лиги против «Портсмута».
29 декабря 2017 года Мэттьюз снова присоединился к «Плимуту» на правах аренды во второй раз в том же сезоне. Первоначально снова на условиях экстренной аренды всего на одну игру против «Блэкпула», но позже она была продлена в январское трансферное окно до конца сезона.

### «Болтон Уондерерс»
12 августа 2018 года Мэттьюз присоединился к клубу «Болтон Уондерерс» из Чемпионшипа по первоначальной арендной сделке, переход которой должен был стать на постоянной основе в январе 2019 года. Однако 5 января 2019 года он вернулся в «Норвич» после того, как трансфер сорвался из-за трансферного эмбарго «Болтона». 18 января он присоединился к клубу по постоянному соглашению.
Мэттьюз дебютировал за «Болтон» 14 августа в проигрышном матче первого раунда Кубка Английской футбольной лиги против «Лидс Юнайтед» (1:2). 17 сентября 2019 года он отыграл «сухой» матч против «Оксфорд Юнайтед» (0:0), совершив несколько важных сейвов во время матча. «Болтон» был спасен от ликвидации всего за несколько дней до этого. 26 июня было объявлено, что Мэттьюз станет одним из 14 игроков, уволенных по окончании контракта 30 июня.

### «Сандерленд»
Мэттьюз присоединился к «Сандерленду» 21 августа 2020 года, подписав однолетний контракт. 25 мая 2021 года было объявлено, что он покинет клуб по окончании сезона после истечения срока его контракта.

### «Кристал Пэлас»
В июле 2021 года Мэттьюз подписал двухлетний контракт с клубом «Кристал Пэлас» из Премьер-лиги.

#### «Сент-Джонстон» (аренда)
Перед началом сезона 2022/2023 Мэттьюз был отправлен в аренду на один сезон в шотландский клуб «Сент-Джонстон». В то же время он подписал годичное продление контракта с «Пэлас».
Мэтьюз вернулся в «Кристал Пэлас» на следующий сезон и впервые появился на поле за клуб, а также дебютировал в Премьер-лиге, заменив Сэма Джонстона в домашнем проигрышном матче против «Ливерпуля» (1:2) 9 декабря 2023 года.
5 июня 2024 года «Кристал Пэлас» сообщил, что игрок согласился на продление контракта на один год.

## Клубная статистика
| Клуб                          | Сезон      | Лига                   | Лига  | Лига | Кубок | Кубок | Кубок лиги | Кубок лиги | Другое | Другое | Итог  | Итог |
| Клуб                          | Сезон      | Дивзион                | Матчи | Голы | Матчи | Голы  | Матчи      | Голы       | Матчи  | Голы   | Матчи | Голы |
| ----------------------------- | ---------- | ---------------------- | ----- | ---- | ----- | ----- | ---------- | ---------- | ------ | ------ | ----- | ---- |
| Норвич Сити                   | 2014/15    | Чемпионшип             | 0     | 0    | 0     | 0     | 0          | 0          | 0      | 0      | 0     | 0    |
| Норвич Сити                   | 2015/16    | Премьер-лига           | 0     | 0    | 0     | 0     | 0          | 0          | 0      | 0      | 0     | 0    |
| Норвич Сити                   | 2016/17    | Чемпионшип             | 0     | 0    | 0     | 0     | 0          | 0          | 0      | 0      | 0     | 0    |
| Норвич Сити                   | 2017/18    | Чемпионшип             | 0     | 0    | 0     | 0     | 0          | 0          | 0      | 0      | 0     | 0    |
| Норвич Сити                   | 2018/19    | Чемпионшип             | 0     | 0    | 0     | 0     | 0          | 0          | 0      | 0      | 0     | 0    |
| Норвич Сити                   | Итог       | Итог                   | 0     | 0    | 0     | 0     | 0          | 0          | 0      | 0      | 0     | 0    |
| Бертон Альбион (аренда)       | 2014–15    | Лига 2                 | 0     | 0    | 0     | 0     | 0          | 0          | 0      | 0      | 0     | 0    |
| Бертон Альбион (аренда)       | 2015/16    | Лига 1                 | 2     | 0    | 1     | 0     | 2          | 0          | 1      | 0      | 6     | 0    |
| Донкастер Роверс (аренда)     | 2015/16    | Лига 1                 | 9     | 0    | 0     | 0     | 0          | 0          | 0      | 0      | 9     | 0    |
| Гамильтон Академикал (аренда) | 2016/17    | Шотландский Премьершип | 17    | 0    | 3     | 0     | 5          | 0          | 2      | 0      | 27    | 0    |
| Плимут Аргайл (аренда)        | 2017/18    | Лига 1                 | 26    | 0    | 1     | 0     | 0          | 0          | 0      | 0      | 27    | 0    |
| Болтон Уондерерс              | 2018/19    | Чемпионшип             | 18    | 0    | 1     | 0     | 1          | 0          | 0      | 0      | 20    | 0    |
| Болтон Уондерерс              | 2019/20    | Лига 1                 | 33    | 0    | 1     | 0     | 1          | 0          | 3      | 0      | 38    | 0    |
| Болтон Уондерерс              | Итог       | Итог                   | 105   | 0    | 7     | 0     | 9          | 0          | 6      | 0      | 127   | 0    |
| Сандерленд                    | 2020/21    | Лига 1                 | 6     | 0    | 1     | 0     | 0          | 0          | 4      | 0      | 11    | 0    |
| Кристал Пэлас                 | 2021/22    | Премьер-лига           | 0     | 0    | 0     | 0     | 0          | 0          | —      | —      | 0     | 0    |
| Кристал Пэлас                 | 2022/23    | Премьер-лига           | 0     | 0    | 0     | 0     | 0          | 0          | —      | —      | 0     | 0    |
| Кристал Пэлас                 | 2023/24    | Премьер-лига           | 1     | 0    | 0     | 0     | 0          | 0          | —      | —      | 1     | 0    |
| Кристал Пэлас                 | Итог       | Итог                   | 1     | 0    | 0     | 0     | 0          | 0          | 0      | 0      | 1     | 0    |
| Кристал Пэлас (до 21)         | 2021/22    | —                      | —     | —    | —     | —     | —          | —          | 1      | 0      | 1     | 0    |
| Сент-Джонстон (аренда)        | 2022/23    | Шотландский Премьершип | 34    | 0    | 1     | 0     | 0          | 0          | 0      | 0      | 35    | 0    |
| Общий итог                    | Общий итог | Общий итог             | 146   | 0    | 9     | 0     | 9          | 0          | 11     | 0      | 175   | 0    |

1. 1 2 3 4  Матч(и) в Трофее Английской футбольной лиги.
2. ↑  Матчи в плей-оффе Шотландского Премьершипа

## Достижения

### «Сандерленд»
- Обладатель Трофея Английской футбольной лиги: 2020/21[40]